# 黄栌
黄栌（学名：Cotinus coggygria），又名红叶树、烟树、皇家紫樹，是漆树科黄栌属的一种植物。其木材可入药，果實可煮製木蜡。

## 形态
落叶小乔木或灌木，高达8米。暗灰褐色树皮不开裂。紫褐色小枝，被有蜡粉。宽卵形单叶互生，先端圆或微凹，全缘，叶柄细长。黄绿色小花，杂性。顶生圆锥花序，初夏开花后，有多数不育花的紫绿色细长羽毛状花梗宿存。肾形核果。花期4～5月，果期6～7月。黄栌深秋满树通红，艳丽。

## 分布
分布于捷克斯洛伐克、匈牙利，南欧，中东，印度，以及中国华北、浙江、西南等地。生长于海拔330米至2,400米的地区。
是中国重要的观赏红叶树种，著名的北京香山红叶就是该树种。其在园林中适宜丛植于草坪、土丘或山坡，亦可混植于其它树群尤其是常绿树群中。
通常作为庭园观赏植物种植，有几种品种可供选择。其中紫色的叶子和花朵居多。

## 变种或种下等级
下列為本物種的变种或种下等级：
- C. c. var. coggygria
- Cotinus coggygria Scop. var. chengkouensis Y. T. Wu
- Cotinus coggygria Scop. var. cinerea Engl.
- 粉背黄栌 Cotinus coggygria Scop. var. glaucophylla C. Y. Wu
- 毛黄栌 Cotinus coggygria Scop. var. pubescens Engl.

## 圖庫

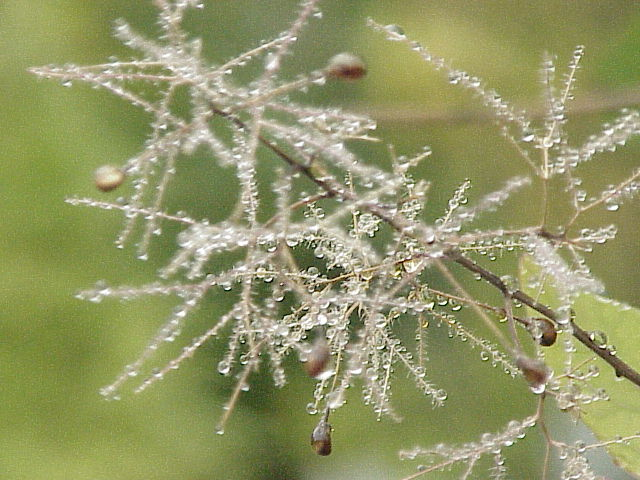
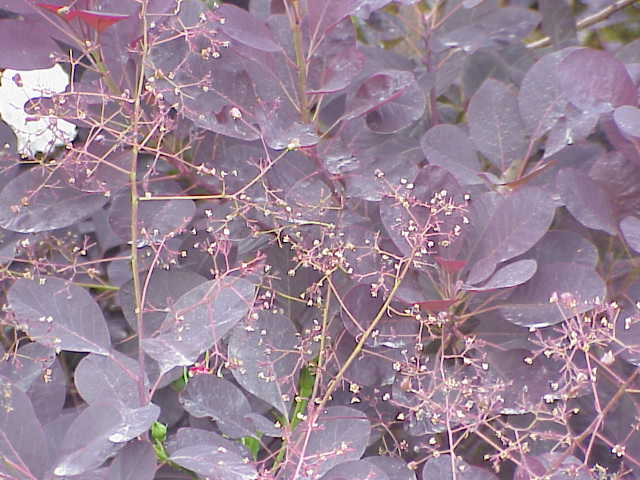
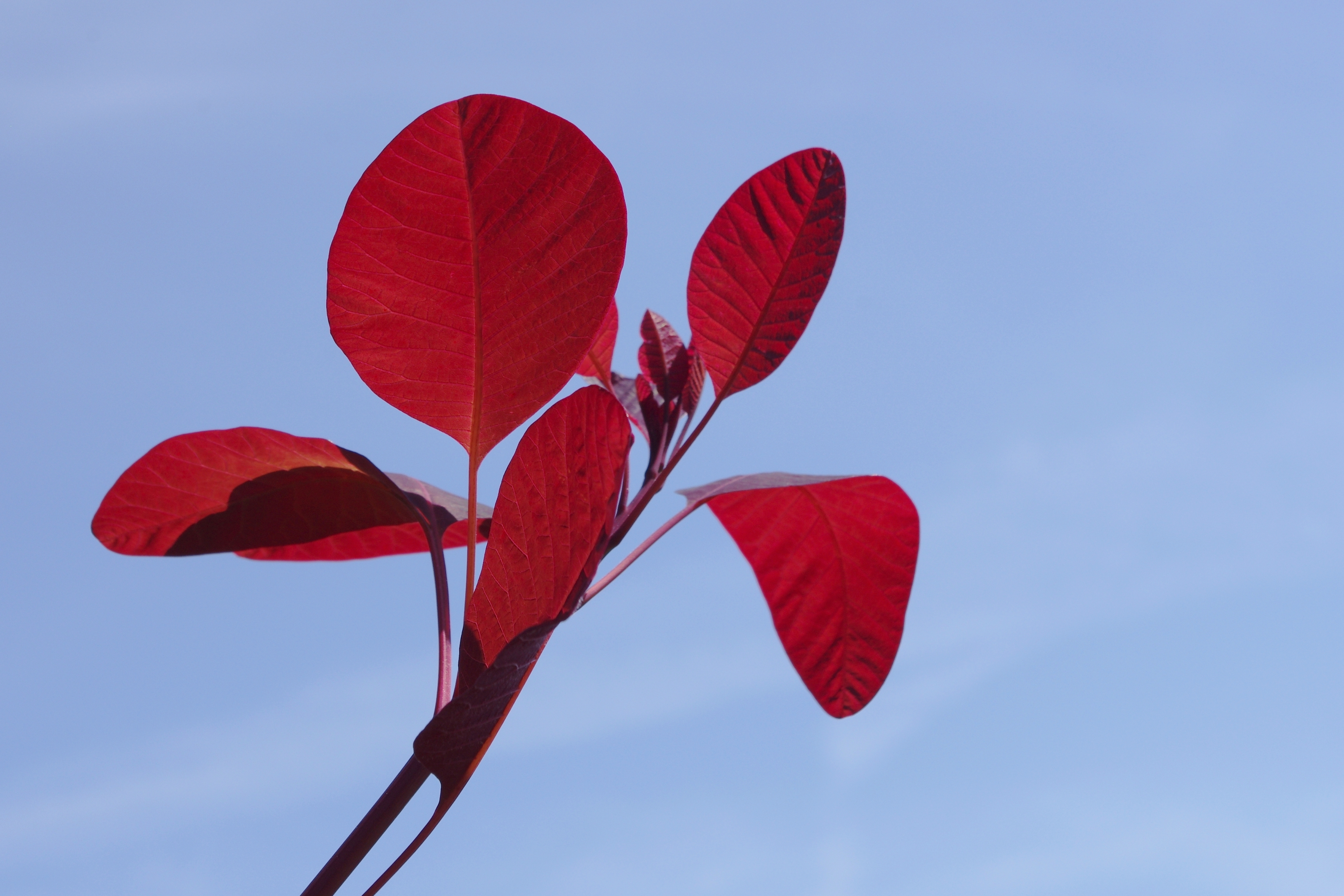
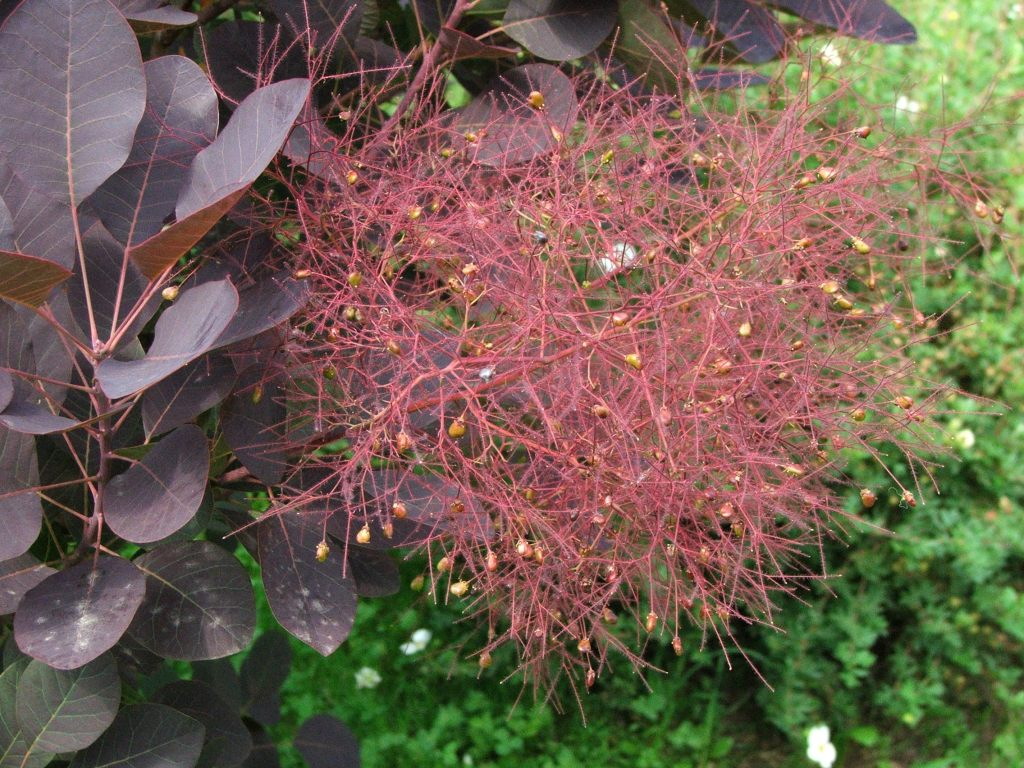
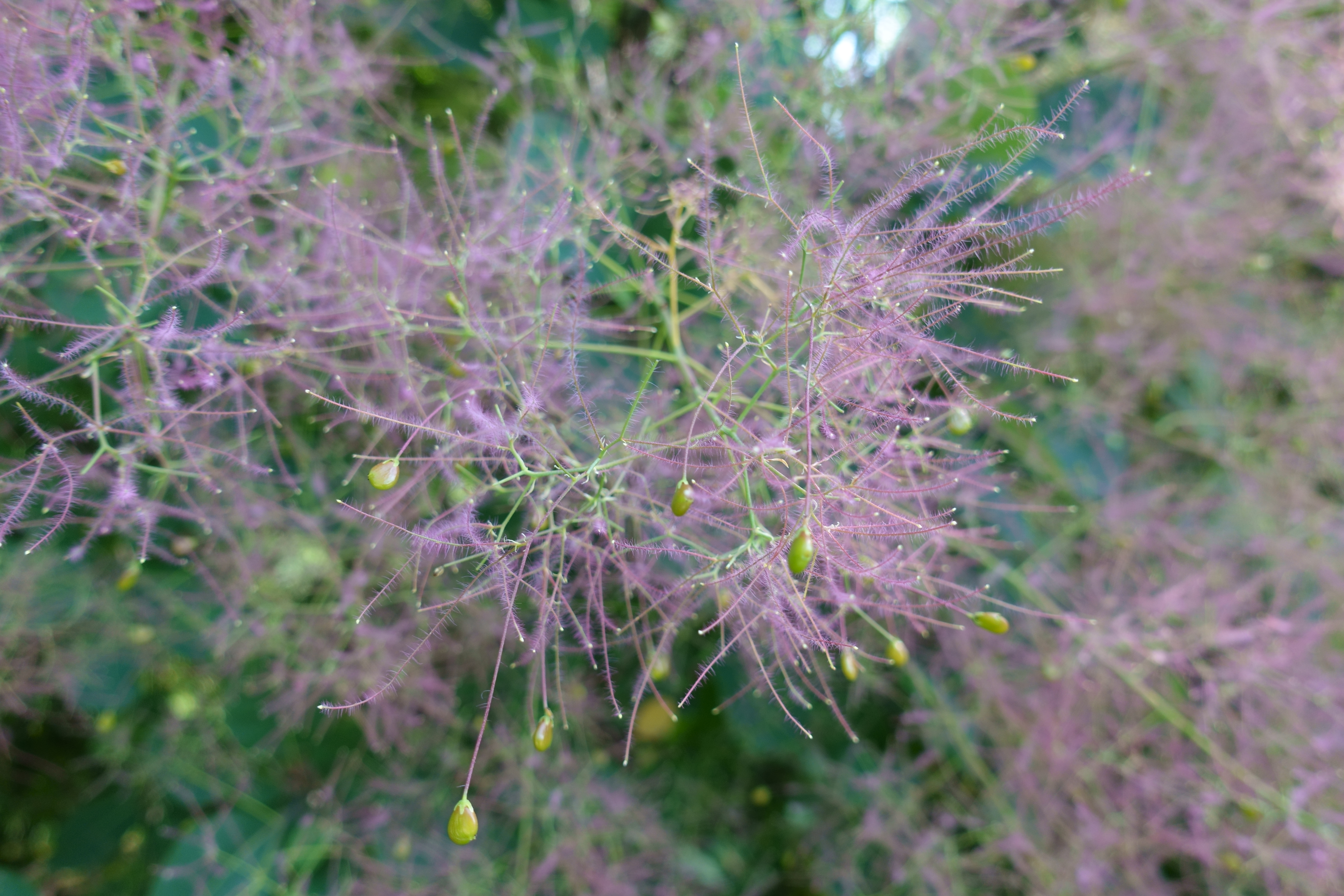

## 外部連結
- 愛媛內子町 徒手製木蠟《星島日報》2009年12月12日[]

## 延伸阅读
[在维基数据编辑]
 《欽定古今圖書集成·博物彙編·草木典·黃櫨部》，出自陈梦雷《古今圖書集成》
 《植物名實圖考·黃櫨》，出自吳其濬《植物名實圖考》